# Vergussmasse
Vergussmasse ist eine aus Bitumen, Harzen, Wachsen etc. hergestellte fließfähige Masse, die zum Nivellieren und Abdichten von Böden vor dem Verlegen von Fußbodenbelägen, zum Ausfüllen von Rissen und Fugen im Mauerwerk o. Ä. verwendet werden kann. In der elektronischen Baugruppenfertigung wird damit Elektronik, Sensortechnik sowie Lichtelektronik vor Klimaeinflüssen und aggressiven Medien geschützt, teilweise durch Vergießen des gesamten Gehäuses.

## Vergussmaterialien
- Bitumen
- Dichtschlämme
- Epoxidharz
- Gießharz
- Gussasphalt
- Pech (Stoff)
- Polyurethane
- Silikonelastomer
- Silikonkautschuk
- Teer
- Vergussbeton
- Vergussmörtel